# Чемпіонат СРСР з хокею із шайбою 1981—1982
36-й чемпіонат СРСР з хокею із шайбою проходив з 28 вересня 1981 року по 14 травня 1982 року. У змаганні брали участь дванадцять команд. Переможцем став клуб ЦСКА. Найкращий бомбардир — Сергій Макаров (75 очок).

## Вища ліга

### Попередній раунд
| М  | Команда                | І  | В  | Н  | П  | Ш       | О  |
| -- | ---------------------- | -- | -- | -- | -- | ------- | -- |
| 1  | ЦСКА (Москва)          | 44 | 38 | 2  | 4  | 252-87  | 78 |
| 2  | «Спартак» (Москва)     | 44 | 38 | 0  | 6  | 247-117 | 76 |
| 3  | «Динамо» (Москва)      | 44 | 34 | 4  | 6  | 220-111 | 72 |
| 4  | «Торпедо» (Горький)    | 44 | 22 | 5  | 17 | 159-140 | 49 |
| 5  | «Сокіл» (Київ)         | 44 | 20 | 5  | 19 | 154-149 | 45 |
| 6  | «Трактор» (Челябінськ) | 44 | 12 | 10 | 22 | 151-183 | 34 |
| 7  | СКА (Ленінград)        | 44 | 13 | 8  | 23 | 117-155 | 34 |
| 8  | «Динамо» (Рига)        | 44 | 13 | 5  | 26 | 147-181 | 31 |
| 9  | «Крила Рад» (Москва)   | 44 | 13 | 4  | 27 | 140-215 | 30 |
| 10 | «Іжсталь» (Іжевськ)    | 44 | 11 | 8  | 25 | 134-196 | 30 |
| 11 | «Хімік» (Воскресенськ) | 44 | 10 | 5  | 29 | 126-197 | 25 |
| 12 | «Кристал» (Саратов)    | 44 | 11 | 2  | 31 | 131-247 | 24 |

### Другий раунд

#### Турнір за 1 - 4 місця
| М | Команда             | І  | В  | Н | П  | Ш       | О  |
| - | ------------------- | -- | -- | - | -- | ------- | -- |
|   | ЦСКА                | 47 | 40 | 3 | 4  | 269-91  | 83 |
|   | «Спартак» Москва    | 47 | 39 | 0 | 8  | 257-135 | 78 |
|   | «Динамо» Москва     | 47 | 36 | 5 | 6  | 233-117 | 77 |
| 4 | «Торпедо» (Горький) | 47 | 22 | 5 | 20 | 164-157 | 49 |

#### Турнір за 5 - 8 місця
| М | Команда                | І  | В  | Н  | П  | Ш       | О  |
| - | ---------------------- | -- | -- | -- | -- | ------- | -- |
| 5 | «Сокіл» (Київ)         | 56 | 29 | 5  | 22 | 215-192 | 63 |
| 6 | «Трактор» (Челябінськ) | 56 | 18 | 11 | 27 | 198-229 | 47 |
| 7 | СКА (Ленінград)        | 56 | 16 | 10 | 30 | 155-214 | 42 |
| 8 | «Динамо» (Рига)        | 56 | 17 | 6  | 33 | 202-234 | 40 |

#### Турнір за 9 - 12 місця
| М  | Команда                | І  | В  | Н | П  | Ш       | О  |
| -- | ---------------------- | -- | -- | - | -- | ------- | -- |
| 9  | «Іжсталь» (Іжевськ)    | 60 | 25 | 8 | 27 | 226-248 | 58 |
| 10 | «Крила Рад» (Москва)   | 60 | 24 | 4 | 32 | 224-272 | 52 |
| 11 | «Хімік» (Воскресенськ) | 60 | 22 | 7 | 31 | 195-230 | 51 |
| 12 | «Кристал» (Саратов)    | 60 | 21 | 2 | 37 | 215-308 | 44 |

### Склад чемпіонів
Золоті нагороди переможців чемпіонату СРСР отримали: 
- воротар — Владислав Третьяк;
- захисники — Сергій Бабінов, Олексій Волченков[ru], Ірек Гімаєв[de], Сергій Гімаєв[ru], Володимир Зубков[ru], Олексій Касатонов, Ігор Стельнов, Сергій Стариков, В'ячеслав Фетісов;
- нападники — Михайло Васильєв, Володимир Крутов, Ігор Ларіонов, Олександр Герасимов, Микола Дроздецький, Віктор Жлуктов, Олександр Зибін[de], Олександр Лобанов, Сергій Макаров, Андрій Хомутов, Михайло Панін, Леонід Трухно[ru].

Старший тренер — Віктор Тихонов. Тренери — Віктор Кузькін, Юрій Мойсеєв
Протягом турніру за команду також грали: воротар — Олександр Тижних; захисники — Святослав Халізов, Ігор Мартинов; нападники — Олег Старков, Ігор Мішуков, Геннадій Курдін.

### Найкращі бомбардири
| Гравець              | Команда          | Г  | П  | О  |
| -------------------- | ---------------- | -- | -- | -- |
| Сергій Макаров       | ЦСКА             | 32 | 43 | 75 |
| Олександр Кожевников | «Спартак» Москва | 43 | 28 | 71 |
| Володимир Крутов     | ЦСКА             | 37 | 29 | 66 |
| Віктор Шалімов       | «Спартак» Москва | 27 | 32 | 59 |
| Ігор Ларіонов        | ЦСКА             | 31 | 22 | 53 |
| Сергій Капустін      | «Спартак» Москва | 30 | 22 | 52 |
| Віктор Тюменєв       | «Спартак» Москва | 21 | 29 | 50 |
| Олександр Орлов      | «Спартак» Москва | 11 | 39 | 50 |
| Микола Дроздецький   | ЦСКА             | 28 | 16 | 44 |
| Гелмут Балдеріс      | «Динамо» Рига    | 24 | 19 | 43 |

### Призи та нагороди

#### Командні
| Нагорода                     | Переможець          |
| ---------------------------- | ------------------- |
| Приз справедливої гри        | ЦСКА                |
| Приз імені Всеволода Боброва | ЦСКА                |
| Приз «Гроза авторитетів»     | Сокіл (Київ)        |
| Кубок прогресу               | «Торпедо» (Горький) |

#### Індивідуальні
| Нагорода                 | Переможець                                                      |
| ------------------------ | --------------------------------------------------------------- |
| Найкращий хокеїст сезону | Владислав Третьяк (ЦСКА)                                        |
| Найкращий бомбардир      | Сергій Макаров (ЦСКА)                                           |
| Три бомбардири           | Сергій Макаров (ЦСКА) — Ігор Ларіонов — Володимир Крутов (ЦСКА) |

## Лауреати Федерації
До символічної збірної сезону, затвердженої президією Федерації хокею СРСР увійшли:
| Воротар: Владислав Третьяк. Захисники: В'ячеслав Фетісов, Олексій Касатонов. Нападники: Сергій Макаров, Віктор Шалімов, Володимир Крутов. |

Президія Федерації хокею СРСР також визначила список 34 кращих хокеїстів сезону (4+12+18):
| Воротарі: Владислав Третьяк (ЦСКА), Володимир Мишкін («Динамо» М), Дмитро Саприкін («Спартак»), Олександр Тижних (ЦСКА). Захисники: В'ячеслав Фетісов, Володимир Зубков, Олексій Касатонов, Сергій Стариков, Сергій Бабінов, Ірек Гімаєв, Сергій Гімаєв (усі — ЦСКА), Зінетула Білялетдінов, Василь Первухін, Валерій Васильєв (усі — «Динамо» М), Сергій Горбушин («Сокіл»), Микола Макаров («Трактор»). Нападники: Сергій Макаров, Ігор Ларіонов, Володимир Крутов, Віктор Жлуктов, Андрій Хомутов, Микола Дроздецький (усі — ЦСКА), Віктор Тюменєв, Сергій Капустін, Олександр Кожевников, Сергій Шепелєв, Віктор Шалімов (усі — «Спартак»), Володимир Ковін, Олександр Скворцов, Михайло Варнаков (усі — «Торпедо» Г), Олександр Мальцев, Володимир Голіков (обидва — «Динамо» М), В'ячеслав Биков («Трактор»), Юрій Лебедєв («Крила Рад»). |

## «Сокіл»
Статистика гравців українського клубу в чемпіонаті:
| Воротарі: Юрій Шундров — 43 (121п), Костянтин Гаврилов — 32 (61п), Олександр Васильєв — 2 (10п). Захисники: Сергій Горбушин — 54 (9+9), Микола Ладигін — 53 (5+7), Олександр Менченков — 51 (5+7), Володимир Андрєєв — 35 (3+6), Юрій Парфілов — 53 (3+5), Валерій Ширяєв — 43 (2+5), Валерій Сидоров — 12 (2+1), Олег Васюнін — 23 (2+0), Ігор Нікулін — 34 (1+1), Анатолій Доніка — 9 (1+0), Вадим Бут — 5 (0+0). Нападники: Олександр Куликов — 52 (19+15), Євген Шастін — 45 (21+12), Вадим Сибірко — 49 (16+15), Сергій Давидов — 51 (15+15), Володимир Голубович — 51 (11+17), Микола Наріманов — 52 (15+11), Анатолій Дьомін — 48 (17+7), Андрій Овчинников — 54 (16+8), Олег Ісламов — 55 (9+15), Сергій Земченко — 50 (18+5), Анатолій Степанищев — 55 (13+8), Андрій Земко — 49 (10+7), Анатолій Найда — 9 (1+1), Олег Подузов — 25 (1+0), Володимир Полежаєв — 14 (0+1), Олег Синьков — 3 (0+0), Юрій Цепилов — 3 (0+0), Олег Туришев — 2 (0+0), Павло Штефан — 2 (0+0), Сергій Бабій — 1 (0+0). Старший тренер — Анатолій Богданов; тренери — Броніслав Самович, Олександр Фадєєв. |

## Перша ліга

### Попередній раунд
| М  | Команда                      | І  | В  | Н  | П  | Ш       | О  |
| -- | ---------------------------- | -- | -- | -- | -- | ------- | -- |
| 1  | «Сибір» Новосибірськ         | 60 | 49 | 1  | 10 | 402-183 | 99 |
| 2  | «Салават Юлаєв» Уфа          | 60 | 46 | 5  | 9  | 343-162 | 97 |
| 3  | СК ім. Урицького (Казань)    | 60 | 41 | 5  | 14 | 237-182 | 87 |
| 4  | «Динамо» Мінськ              | 60 | 37 | 10 | 13 | 301-164 | 84 |
| 5  | «Металург» Череповець        | 60 | 40 | 4  | 16 | 322-213 | 84 |
| 6  | «Торпедо» Усть-Каменогорськ  | 60 | 32 | 8  | 20 | 299-204 | 72 |
| 7  | «Бінокор» Ташкент            | 60 | 28 | 13 | 19 | 244-196 | 69 |
| 8  | «Молот» Перм                 | 60 | 28 | 8  | 24 | 279-238 | 64 |
| 9  | «Автомобіліст» (Свердловськ) | 60 | 26 | 5  | 29 | 261-276 | 57 |
| 10 | «Рубін» Тюмень               | 60 | 25 | 3  | 32 | 222-274 | 53 |
| 11 | «Дизелист» Пенза             | 60 | 19 | 5  | 36 | 232-292 | 43 |
| 12 | СКА Новосибірськ             | 60 | 16 | 6  | 38 | 201-259 | 38 |
| 13 | «Буран» Воронеж              | 60 | 16 | 3  | 41 | 200-356 | 35 |
| 14 | «Локомотив» Москва           | 60 | 14 | 3  | 43 | 184-325 | 31 |
| 15 | СКА Свердловськ              | 60 | 11 | 2  | 47 | 161-328 | 24 |
| 16 | «Шахтар» Прокоп'євськ        | 60 | 10 | 3  | 47 | 172-408 | 23 |

Найкращі снайпери після першого етапу: Раміль Юлдашев («Салават Юлаєв») — 57 шайб, Ігор Кузнецов («Торпедо» У-К) — 55.

### Перехідний турнір
| М | Команда                   | І  | В  | Н  | П  | Ш       | О   |
| - | ------------------------- | -- | -- | -- | -- | ------- | --- |
| 1 | «Салават Юлаєв» Уфа       | 76 | 53 | 6  | 17 | 402-230 | 112 |
| 2 | «Сибір» Новосибірськ      | 76 | 52 | 2  | 22 | 449-254 | 106 |
| 3 | «Динамо» Мінськ           | 76 | 42 | 10 | 24 | 347-254 | 94  |
| 4 | СК ім. Урицького (Казань) | 76 | 41 | 5  | 30 | 288-291 | 87  |

### 5 - 10 місця
| М  | Команда                      | І  | В  | Н  | П  | Ш       | О  |
| -- | ---------------------------- | -- | -- | -- | -- | ------- | -- |
| 5  | «Металург» Череповець        | 70 | 44 | 5  | 21 | 365-260 | 93 |
| 6  | «Торпедо» Усть-Каменогорськ  | 70 | 38 | 8  | 24 | 364-248 | 84 |
| 7  | «Бінокор» Ташкент            | 70 | 33 | 14 | 23 | 300-241 | 80 |
| 8  | «Молот» Перм                 | 70 | 33 | 9  | 28 | 327-288 | 75 |
| 9  | «Автомобіліст» (Свердловськ) | 70 | 30 | 6  | 34 | 312-336 | 66 |
| 10 | «Рубін» Тюмень               | 70 | 29 | 3  | 38 | 262-331 | 61 |

### 11 - 16 місця
| М  | Команда               | І  | В  | Н | П  | Ш       | О  |
| -- | --------------------- | -- | -- | - | -- | ------- | -- |
| 11 | «Дизелист» Пенза      | 70 | 28 | 5 | 37 | 291-324 | 61 |
| 12 | СКА Новосибірськ      | 70 | 23 | 7 | 40 | 262-292 | 53 |
| 13 | «Буран» Воронеж       | 70 | 20 | 4 | 46 | 240-400 | 44 |
| 14 | «Локомотив» Москва    | 70 | 17 | 4 | 49 | 218-374 | 38 |
| 15 | СКА Свердловськ       | 70 | 15 | 2 | 53 | 192-367 | 32 |
| 16 | «Шахтар» Прокоп'євськ | 70 | 10 | 6 | 54 | 200-463 | 26 |

## Друга ліга

### Фінальний турнір
| М | Команда                 | І  | В | Н | П | Ш     | О  |
| - | ----------------------- | -- | - | - | - | ----- | -- |
| 1 | «Динамо» Харків         | 10 | 9 | 0 | 1 | 81-35 | 18 |
| 2 | «Торпедо» Тольятті      | 10 | 6 | 1 | 3 | 60-43 | 13 |
| 3 | «Єнбек» Алма-Ата        | 10 | 6 | 0 | 4 | 60-48 | 12 |
| 4 | «Луч» Свердловськ       | 10 | 5 | 1 | 4 | 54-52 | 11 |
| 5 | «Металург» Новокузнецьк | 10 | 1 | 1 | 8 | 28-66 | 3  |
| 6 | «Металург» Челябінськ   | 10 | 1 | 1 | 8 | 29-68 | 3  |